# 노아의 7법
노아의 7계명(또는 7법)은 노아의 법으로 언급되는 일곱 가지의 도덕적 명령이다. 그것은 탈무드에 따르면 하느님에 의해 노아에게 모든 인간을 위한 법으로 주어졌다.
유다교에 따르면 이 법을 따르며 사는 그 어떠한 비(非)유다인도 선한 이교도로 여겨지며, 유다교의 천국인 올람 하바의 위치를 보장받는다. 신봉자들은 브네이 노아(노아의 자녀들)라 불리며 유다교 집회에 참여할 수 있다.
그리고 노아의 법보다 먼저 에덴 동산에서 아담에게 주어진 여섯 가지 법이 있다.
후에 시나이 계시에서 노아의 7계명이 인류에 다시 주어졌고 십계명과 함께 이스라엘 자녀들에게 주어진 613개의 미츠봇(법) 안에 들어 있다.
이들 법은 토라에 언급되어 있으며 유다교에 따르면 613개의 미츠봇 명령서에 기록된 토라(Torah)에 주어져 있다.

## 7법
탈무드의 7법은 아래와 같다.
1. 우상의 금지
2. 살인의 금지
3. 절도의 금지
4. 난교의 금지
5. 불경의 금지
6. 동물학대 금지
7. 법을 가지는 조건: 유효한 재판 절차를 설치하여 이전의 6법의 준수를 판결.

## 같이 보기
- 함무라비 법전
- 하나님을 경외하는 자들
- 유대주의자
- 자연법
- 유대교와 기독교
- 십계명